# Associação Livre dos Objetores e Objetoras de Consciência
A ALOOC - Associação Livre dos Objectores e Objectoras de Consciência, é uma associação portuguesa, constituída no dia 4 de Fevereiro de 1982.

## A objecção de consciência em sentido lato
A objecção de consciência é um dos direitos, liberdades e garantias pessoais fundamentais, estando consagrada na legislação portuguesa através do disposto no número 6 do Artigo 41.º da Constituição da República Portuguesa.

## A objecção de consciência perante o aborto
Segundo dados da Ordem dos Médicos, relativos ao ano de 2009, foram contabilizados 1.341 clínicos objectores de consciência, sendo 934 médicos de medicina geral e familiar e 407 ginecologistas obstetras.

## A objecção de consciência perante o serviço militar
O apoio do Estado Português aos objectores de consciência ao serviço militar é prestado através do Instituto Português do Desporto e Juventude.. 
Segundo informações do ano de 2009, cerca de uma centena de jovens portugueses recorre anualmente à Comissão Nacional de Objecção de Consciência para solicitar o estatuto que lhes permite passar de imediato à reserva territorial, em termos militares.